# Roztoky u Semil
Roztoky u Semil település Csehországban, Semilyi járásban. Roztoky u Semil Zlatá Olešnice, Bozkov, Vysoké nad Jizerou, Příkrý és Jesenný településekkel határos. Lakosainak száma 106 fő (2024. január 1.).

## Népesség
A település lakosságának változását az alábbi diagram mutatja:
| Lakosok száma | 564  | 562  | 440  | 284  | 218  | 128  | 108  | 118  | 119  | 106  |
|               | 1869 | 1900 | 1921 | 1961 | 1980 | 2011 | 2016 | 2019 | 2021 | 2024 |